# Tarek Fatah
Tarek Fatah (punjabi / urdu: طارق فتح; Karachi, Pakistán, 20 de noviembre de 1949-Toronto, Canadá, 24 de abril de 2023) fue un periodista y autor paquistaní-canadiense. Fatah abogó por los derechos LGBT, la separación de religión y estado, la oposición a la ley sharia y la defensa de una forma liberal y progresista del Islam. Se llamó a sí mismo "un indio nacido en Pakistán" y "un punjabí nacido en el Islam" y fue un crítico vocal del establecimiento político y religioso de Pakistán. Con este fin, Fatah había criticado la partición de la India.

## Biografía
Fatah nació el 20 de noviembre de 1949 en Karachi, Pakistán en el seno de una familia musulmana punjabí que había emigrado de Bombay a Karachi tras la Partición de la India en 1947. Fatah se graduó con una Licenciatura en Bioquímica de la Universidad de Karachi, pero ingresó al periodismo como reportero del Karachi Sun en 1970, antes de convertirse en periodista de investigación de Pakistan Television. Fue un líder estudiantil izquierdista en las décadas de 1960 y 1970 y fue encarcelado dos veces por regímenes militares. En 1977, el régimen de Zia-ul Haq lo acusó de sedición y le prohibió ejercer el periodismo en el país.
Fatah dejó Pakistán y se afincó en Arabia Saudita, antes de emigrar a Canadá en 1987.
Tarek Fatah falleció de cáncer en Toronto el 24 de abril de 2023, a los 73 años de edad.

## Actividad política
Fatah fue miembro durante un largo período del Nuevo Partido Democrático de Ontario (NDP) y se postuló sin éxito en las elecciones provinciales de 1995 como candidato del partido en Scarborough North. Posteriormente trabajó para el líder del NDP de Ontario, Howard Hampton.
En julio de 2006, dejó el NDP para apoyar la candidatura de Bob Rae a la dirección del Partido Liberal de Canadá. Rae, exlíder del NDP de Ontario y primer ministro de Ontariohabía dejado el NDP varios años antes. En un artículo de opinión publicado en la revista Now de Toronto, Fatah escribió que decidió dejar el NDP debido al establecimiento de un caucus de fe que creía que abriría el camino para que los fundamentalistas religiosos ingresaran al partido. Sin embargo, después de la derrota de Rae a manos de Stéphane Dion, Fatah condenó una actividad de organización racial y religiosa similar en el Partido Liberal, argumentando en un editorial del Globe and Mail que los líderes musulmanes tamiles, sij, kurdos e islamistas se habían involucrado en "esfuerzos flagrantes para ejercer fuerza política, "negociando el precio de su cuadro de delegados" y creando un "proceso político que se alimenta de la explotación racial y religiosa". "Respeto la diversidad de Canadá", escribió, "pero quiero celebrar lo que nos une, no lo que nos divide en pequeñas tribus que pueden ser manipuladas por líderes que nos venden al mejor postor".
En una conferencia de prensa el 2 de octubre de 2008, Fatah criticó duramente al Partido Nuevo Democrático (NDP) federal. Afirmó que era un socialdemócrata vitalicio que había apoyado al NDP durante 17 años pero que ya no podía estar afiliado a ese partido. Afirmó que el NDP comenzó a abrir sus puertas a los islamistas bajo Alexa McDonough y que, bajo Jack Layton, los había visto inundar el partido. Fatah dijo que los islamistas en el NDP han emprendido una campaña para inculcar un sentimiento de victimismo entre la juventud musulmana.
A principios de 2011, Fatah dijo que recibió una amenaza a través de Twitter. Se puso en contacto con el Servicio de Policía de Toronto y luego se reunió con dos policías de la División 51. Fatah dijo que los oficiales de inteligencia de la policía, uno de ellos un oficial musulmán que había cerrado una investigación previa sobre una amenaza de muerte, cerraron la investigación y afirmaron que no había amenaza. Fatah criticó a la policía de Toronto por el incidente.
En una columna del Toronto Sun de 2015, Fatah escribió que votaría por el líder conservador Stephen Harper en las elecciones federales de 2015, sin dejar de llamarse socialdemócrata.
Fatah favoreció tanto a Donald Trump como a Bernie Sanders para la carrera presidencial de Estados Unidos en 2016. Dijo que muchos grupos musulmanes, y él mismo, han recomendado restricciones a la inmigración de países que albergan a simpatizantes islamistas, políticas similares a las prometidas por Trump.

## Actividad en los medios
Desde 1996 hasta 2006, Fatah presentó Muslim Chronicle, un programa semanal de discusión sobre temas de actualidad con sede en Toronto en CTS y VisionTV, que se centró en la comunidad musulmana.
En febrero de 2011, tenía programado un debate con Sheharyar Shaikh de la Fundación Musulmana de América del Norte (NAMF), después de que Shaikh lanzó un desafío abierto a Fatah para debatir con él. Fatah canceló al último minuto y no se presentó. Shaikh, que defendió la poligamia y se opuso a la educación secular de los musulmanes, criticó las ideologías de Fatah. Este último declaró que había cancelado su aparición porque el moderador fue cambiado poco antes de que comenzara el evento y porque la audiencia era hostil. Fatah también afirmó que la policía le advirtió de las amenazas a su seguridad. Fatah y Shaikh luego aparecieron juntos en una entrevista para Sun News debatiendo el papel del Islam en ISIS.
De 2009 a 2015, Fatah fue locutor de la estación de radio CFRB Newstalk 1010 de Toronto. Además de aparecer como colaborador habitual en John Moore Morning Show, Fatah fue coanfitrión del programa nocturno Friendly Fire con Ryan Doyle y Tarek Fatah de 2009 a 2011 y de 2011 a 2015 presentó The Tarek Fatah Show los domingos.
Desde 2012 hasta 2023, Fatah escribió columnas regularmente para el Toronto Sun y fue un comentarista frecuente en la desaparecida Sun News Network.
De 2018 a 2023, Fatah fue un presentador habitual de "What The Fatah", que fue presentado por New Delhi Times en su propio canal de YouTube. El programa de entrevistas se centró principalmente en las tendencias políticas internacionales actuales.